# BI Norwegian Business School
Pour les articles homonymes, voir BI.
BI Norwegian Business School (norvégien: Handelshøyskolen BI), communément appelée BI, est une école de commerce norvégienne dont le campus principal se situe à Oslo, Norvège. Répartie sur 4 campus à travers le pays, BI est la plus grande école du pays et la seconde plus grande école de commerce d'Europe. Fondée en 1943, elle comptait en 2015 845 employés dont 404 enseignants et 441 employés administratifs, ainsi que 18 728 étudiants. BI Norwegian Business School est une institution privée accréditée par NOKUT, l'agence norvégienne de l'enseignement supérieur, comme une université spécialisée. L'établissement comprend neuf départements académiques différents et propose de nombreux Bachelor et Master of Science, dont certains ne sont enseignés qu'en anglais. Elle a obtenu l'accréditation EQUIS en 1999, AMBA en 2013 et AACSB en 2014. Elle fait ainsi partie des quelques écoles de commerce possédant une triple accréditation.  

## Histoire
L'école a été fondée à Oslo en 1943 par Finn Øien sous le nom de Bedriftøkonomisk Institutt (français: Institut d'Économie Managériale), d'où l'abréviation commune BI. 

## Enseignements et activités
BI offre une large palette de programmes académiques aux niveaux licence (bachelor), master et doctoral, ainsi que des programmes dits executive education. L'établissement dispose certains de ces enseignements en anglais, et non en norvégien, comme le Bachelor of Business Administration (BBA) ainsi que tous les programmes de niveau master, délivrés sous la forme de Master of Science (M.Sc.). L'école a conclu des partenariats et accords d'échanges universitaires avec plus de 200 écoles de commerce et universités dans plus de 45 pays,. 
Son campus principal, situé à Nydalen (Oslo), a été conçu par l'architecte norvégien Niels Torp, également concepteur de l'aéroport international d'Oslo-Gardermoen. 

### Norsk Kundebarometer
Le Norsk Kundebarometer (NKB) (en français : Baromètre Norvégien de la Consommation) est un programme de recherche mené par BI Norwegian Business School ayant pour principal centre d'intérêt l'étude des relations entre les entreprises du pays et leur clientèle. Le programme utilise des données collectées auprès des ménages norvégiens et les utilise à des fins de comparaisons et d'études entre entreprises, secteurs d'activité et industries d'année en année. 

### Les différents campus

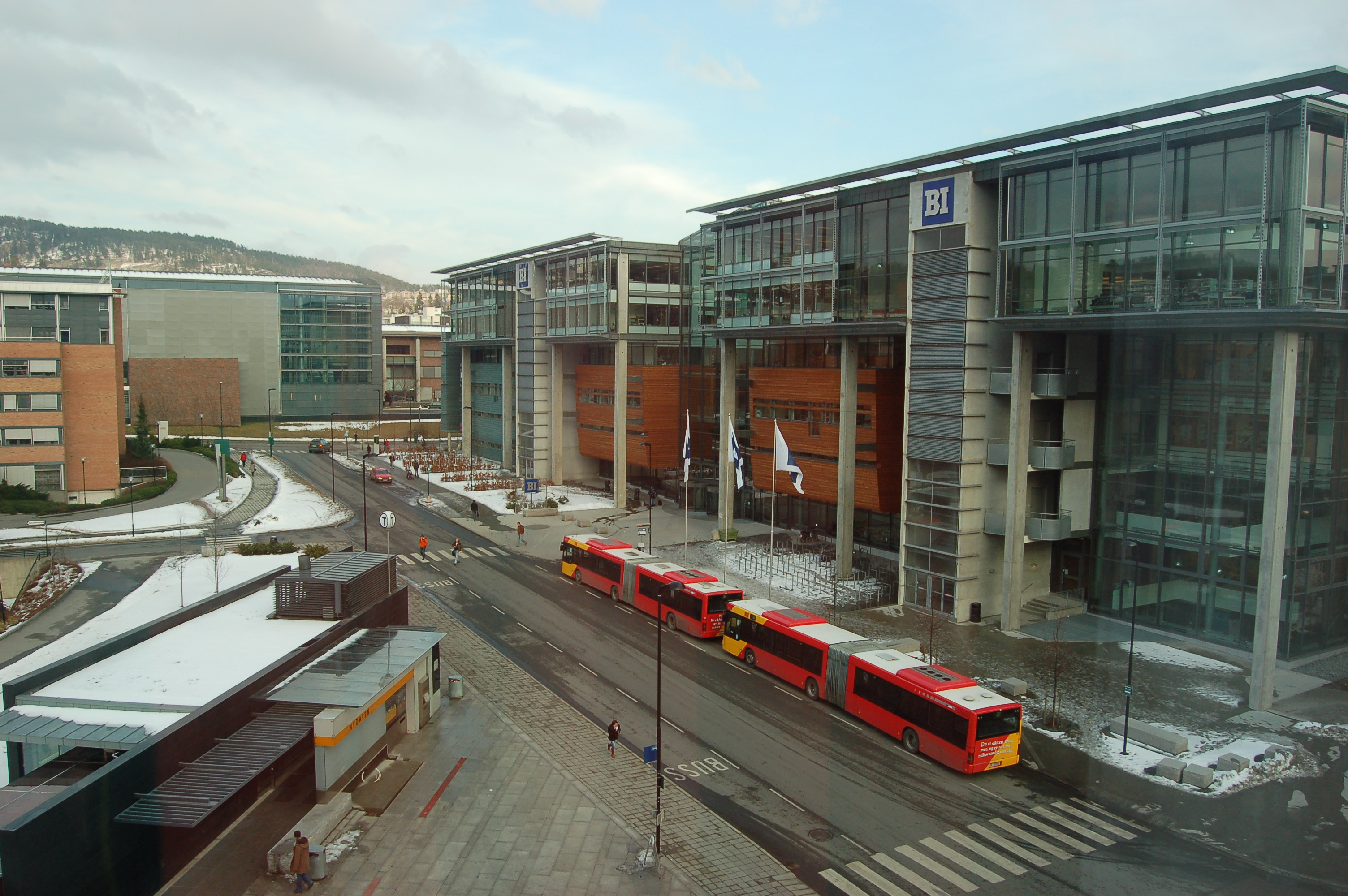
Station Nydalen du Métro d'Oslo et campus de la BI (à droite).

BI Norwegian Business School  possède quatre campus différents, regroupés dans le sud et le centre du pays. Ces quatre campus se situent à:
- Oslo, campus Nydalen
- Bergen
- Stavanger
- Trondheim

### Enseignements
Niveau licence (tous enseignés en norvégien, à l'exception du Bachelor in Business Administration):
- Accounting & Auditing
- Finance
- Economics & Management
- Business Administration (en anglais ou norvégien)
- Retail Management
- Creative Industries Management
- Real Estate
- Business & Management
- International Marketing
- Marketing
- PR & Market Communication
- Economics & Business Law

Niveau master (enseignés uniquement à Oslo et en anglais, à l'exception du Master of Science in Accounting and Auditing, enseigné en norvégien): 
- Master of Science in Finance
- Master of Science in Quantitative Finance
- Master of Science in Business, avec les huit profils de majeures différents:
  - Economics
  - Finance
  - Marketing
  - Leadership and Change
  - Strategy
  - Logistics
  - Operations and Supply Chain Management
  - Accounting and Business Control
- Master of Science in Business (QTEM: Quantitative Techniques for Economics and Management), avec deux profils de majeures différents:
  - Finance
  - Economics
- Master of Science in Leadership and Organizational Psychology
- Master of Science in Strategic Marketing Management
- Master of Science in Accounting and Auditing (enseigné uniquement en norvégien)
- Master of Science in Business Analytics

## Classement
En 2016, le magazine Financial Times a classé BI Norwegian Business School au 35e rang dans le classement des écoles de commerce européennes. En 2009, l'école était classée au 35e rang des écoles de commerce les plus influentes du monde par Eduniversal, cabinet aux méthodes controversées.

## Ancien élève célèbre
- Geir Karlsen (diplôme en administration des affaires), PDG de Norwegian Air Shuttle